# Oospira minutissima
Oospira minutissima is een slakkensoort uit de familie van de Clausiliidae. De wetenschappelijke naam van de soort is voor het eerst geldig gepubliceerd in 2016 door Hunyadi en Szekeres.